# Райсс, Эрнст
Эрнст Райсс (нем. Ernst Reiss; 24 февраля 1920, Давос, Граубюнден — 3 августа 2010, Базель) — швейцарский альпинист, участник двух гималайских экспедиций (1952, 1956). 18 мая 1956 года вместе с Фрицем Лухзингером впервые покорил четвёртую по высоте гору планеты — Лхоцзе.

## Краткая биография
Эрнст Райсс родился в Давосе. По первой профессии авиамеханик. Позже сменил профессию и работал в фирме по производству спортивной одежды. Совершил множество сложных восхождений в Альпах.
В 1952 году был участником Швейцарской экспедиции на Эверест, в ходе которой поднялся на перевал Южное седло, а Раймон Ламбер и Тенцинг Норгей достигли высоты 8611 метров (по другим данным 8595 м).
В 1956 году Райсс вошёл в состав Швейцарской экспедиции на Эверест-Лхоцзе 1956. В конце апреля — начале мая на пути к вершинам экспедиция установила шесть промежуточных высокогорных лагерей. 18 мая из лагеря VI на высоте 7800 Райсс и Лухзингер вышли на штурм Лхоцзе. Около полудня они достигли вершины, на которой провели 45 минут, и в 18.15 спустились в штурмовой лагерь. После непродолжительного отдыха Райсс и Лухзингер достигли Южного седла, с которого их товарищи по экспедиции Эрнст Шмид (нем. Ernst Schmied) и Йюрг Мармет (нем. Jürg Marmet) 23 мая совершили второе в истории восхождение на Эверест, а днём спустя Дёльф Райст (нем. Dölf Reist) и Хансрюди фон Гунтен (нем. Hansruedi von Gunten) совершили третье восхождение на третий полюс Земли.
В 1959 году была опубликована книга Э. Райсса «Мой путь альпиниста» (нем. Mein Weg als Bergsteiger). Переиздана в 2013 году.
Эрнст Райсс умер 3 августа 2010 года в возрасте 90 лет в Базеле.